# Gołąb kongijski
Gołąb kongijski (Columba unicincta) – gatunek średniej wielkości ptaka z rodziny gołębiowatych (Columbidae). Zasiedla Afrykę na południe od Sahary do Zambii. Nie wyróżnia się podgatunków.

## Morfologia
Długość ciała wynosi 35–36 cm, w tym dzioba 18–20 mm i ogona 104–120 mm. Skrzydło mierzy 200–220 mm, skok 23–27 mm. Dziób początkowo szary, potem jasny. Dookoła oka naga czerwona skóra. Wierzch ciała szary, spód szaroróżowawy. Skrzydła szarobrązowe, pokrywy skrzydłowe posiadają jasne obrzeżenia. Sterówki początkowo szare, następnie białawe, na końcu niemal czarne. Nogi szare.

## Zasięg występowania
Całkowity zasięg występowania szacowany na 2 700 000 km². Zasiedla obszar od środkowego Sierra Leone do południowo-wschodniej Ghany, od południowo-wschodniej Nigerii do środkowej Ugandy oraz na południe i południowy wschód do północnej Angoli. Występuje także w północno-zachodnim Burundi, północno-zachodniej Zambii oraz w północnej części Ugandy.

## Habitat
Gatunek ten zasiedla lasy, od nizinnych po górskie do wysokości 1600 m n.p.m. W Angoli występuje także na plantacjach kawy, a w Zambii zasiedla zarośla roślin z rodzaju Marquesia.

## Zachowanie
Przebywa w roślinności, rozmiar grupy zależy od dostępności pokarmu. Żywi się owocami, preferuje te z roślin z gatunku Solanum torvum, Musanga, Coelocaryon i Eisterya (Gabon) oraz Sapium i Ficus (Zambia). Odnotowano także zjadanie termitów.

## Lęgi
W trakcie lotu tokowego samiec głośno klaszcze skrzydłami. Okres lęgowy różni się w zależności od regionu. W DR Konga gniazduje w lipcu i od stycznia do kwietnia, zaś w Ugandzie od marca do kwietnia. Gniazdo umieszczone na drzewie, budulec stanowią patyki. W lęgu jedno białe jajo, brak danych na temat inkubacji, przypuszczalnie nie różni się znacznie od innych przedstawicieli rodzaju.

## Status
Międzynarodowa Unia Ochrony Przyrody (IUCN) uznaje gołębia kongijskiego za gatunek najmniejszej troski (LC – Least Concern) nieprzerwanie od 1988 roku. Trend liczebności populacji uznaje się za spadkowy.